# Zyprischer Fußballpokal 1975/76
Der Zyprische Fußballpokal 1975/76 war die 34. Austragung des zyprischen Pokalwettbewerbs. Er wurde vom zyprischen Fußballverband ausgetragen. Das Finale fand am 27. Juni 1976 im Tsirio-Stadion von Limassol statt.
Pokalsieger wurde APOEL Nikosia. Das Team setzte sich im Finale gegen Alki Larnaka durch. APOEL qualifizierte sich durch den Sieg für den Europapokal der Pokalsieger 1976/77.
Alle Begegnungen wurden in einem Spiel ausgetragen. Bei unentschiedenem Ausgang wurde das Spiel um zweimal 15 Minuten verlängert. Stand danach kein Sieger fest, folgte ein Wiederholungsspiel auf des Gegners Platz. Endete auch dies unentschieden, gab es eine Verlängerung und gegebenenfalls ein Elfmeterschießen.

## Teilnehmer
| First Division (15) | First Division (15) | Second Division (13) | Second Division (13)                                                                                            | Third Division (7) |
| --- | --- | --- | --- | --- |
| - Alki Larnaka - AEL Limassol - Anorthosis Famagusta - APOEL Nikosia - Apollon Limassol - Aris Limassol - ASIL Lysi - Digenis Akritas Morphou | - Enosis Neon Paralimni - EPA Larnaka - Evagoras Paphos - Nea Salamis Famagusta - Olympiakos Nikosia - Omonia Nikosia - Pezoporikos Larnaka | - AEM Morphou - APOP Paphos - Chalkanoras Idaliou - ENAD Ayiou Dometiou - Ethnikos Achnas - Ethnikos Assia - Iraklis Gerolakkou | - Keravnos Strovolou - Omonia Aradippou - Orfeas Nikosia - Othellos Athienou - PAEEK Kyrenia - Panthenon Zodeia | - Achilleas Kaimakli - AEK Kythreas - Akritas Chlorakas - Anagennisi Deryneia - Doxa Katokopia - Ermis Aradippou - Ethnikos Asteras Limassol - Faros Akropolis |

## Vorrunde
Aus jeder der drei Ligen wurden zwei Mannschaften ausgelost, die in dieser Runde antraten. Achilleas Kaimakli aus der Third Division zog zurück. Die Spiele fanden am 8. Mai 1976 statt.
|                      | Ergebnis |                     |
| -------------------- | -------- | ------------------- |
| Anorthosis Famagusta | 2:1      | Akritas Chlorakas   |
| Omonia Aradippou     | 2:0      | Keravnos Strovolou  |
| Evagoras Paphos      | 3:2      | Anagennisi Deryneia |

## 1. Runde
13 Vereine der First Division, 11 Vereine der Second Division und 5 Vereine der Third Division stiegen in dieser Runde ein.
|                       | Ergebnis  |                           |
| --------------------- | --------- | ------------------------- |
| Alki Larnaka          | 1:0       | AEL Limassol              |
| Anorthosis Famagusta  | 3:0       | PAEEK Kyrenia             |
| APOEL Nikosia         | 8:0       | ENAD Ayiou Dometiou       |
| Apollon Limassol      | 4:0       | Ethnikos Achnas           |
| APOP Paphos           | 4:2       | Doxa Katokopia            |
| Aris Limassol         | 5:1       | Ethnikos Asteras Limassol |
| ASIL Lysi             | 0:0 n. V. | AEM Morphou               |
| EPA Larnaka           | 3:2       | Ethnikos Assia            |
| Ermis Aradippou       | 0:1       | Pezoporikos Larnaka       |
| Evagoras Paphos       | 10:10     | AEK Kythreas              |
| Iraklis Gerolakkou    | 1:1 n. V. | Panthenon Zodeia          |
| Othellos Athienou     | 1:0       | Omonia Aradippou          |
| Omonia Nikosia        | 4:1       | Olympiakos Nikosia        |
| Enosis Neon Paralimni | 3:1       | Digenis Akritas Morphou   |
| Nea Salamis Famagusta | 6:1       | Faros Akropolis           |
| Chalkanoras Idaliou   | 4:0       | Orfeas Nikosia            |

### Wiederholungsspiele
|                  | Ergebnis              |                    |
| ---------------- | --------------------- | ------------------ |
| Panthenon Zodeia | 1:1 n. V. (3:5 i. E.) | Iraklis Gerolakkou |
| AEM Morphou      | 0:2                   | ASIL Lysi          |

## 2. Runde
|                       | Ergebnis  |                      |
| --------------------- | --------- | -------------------- |
| Alki Larnaka          | 2:1       | Apollon Limassol     |
| APOEL Nikosia         | 2:1       | Evagoras Paphos      |
| APOP Paphos           | 1:1 n. V. | Aris Limassol        |
| EPA Larnaka           | 4:0       | Othellos Athienou    |
| Omonia Nikosia        | 3:0       | Chalkanoras Idaliou  |
| Enosis Neon Paralimni | 2:1       | ASIL Lysi            |
| Pezoporikos Larnaka   | 1:0       | Anorthosis Famagusta |
| Nea Salamis Famagusta | 4:1       | Iraklis Gerolakkou   |

### Wiederholungsspiel
|               | Ergebnis |             |
| ------------- | -------- | ----------- |
| Aris Limassol | 3:2      | APOP Paphos |

## Viertelfinale
|                     | Ergebnis |                       |
| ------------------- | -------- | --------------------- |
| Alki Larnaka        | 02:0 1   | Aris Limassol         |
| APOEL Nikosia       | 3:0      | EPA Larnaka           |
| Omonia Nikosia      | 2:0      | Enosis Neon Paralimni |
| Pezoporikos Larnaka | 4:1      | Nea Salamis Famagusta |

## Halbfinale
|               | Ergebnis |                     |
| ------------- | -------- | ------------------- |
| Alki Larnaka  | 2:0      | Pezoporikos Larnaka |
| APOEL Nikosia | 1:0      | Omonia Nikosia      |

## Finale
| Paarung       | APOEL Nikosia – Alki Larnaka |
| Ergebnis      | 6:0 (2:0) |
| Datum         | 27. Juni 1976 |
| Stadion       | Tsirio-Stadion, Limassol |
| Tore          | 1:0 Andros Miamiliotis (17.) 2:0 Nikos Kritikos (31.) 3:0 Nikos Kritikos (59.) 4:0 Markos Markou (75.) 5:0 Markos Markou (77.) 6:0 Leonidas Leonidou (79.)                                                                          |
| APOEL Nikosia | Georgios Pantziaras – Charalampos Menelaou, Michalakis Kolokasis, Nikos Pantziaras – Christos Lillos, Stefanis Michail, Leonidas Leonidou, Markos Markou, Nikos Kritikos – Andreas Stylianou, Andros Miamiliotis (65. Tsiripillis). |
| Alki Larnaka  | Giorgos Perikleous – Christakis, Olympios, Manolis – M. Panagiotou, Giorgos Andreou, Theodosiou, Aggelis – D. Panagiotou, Antonakis, Violaris.                                                                                      |